# در خانه برای کریسمس
در خانه برای کریسمس (نروژی: Hjem til jul) یک فیلم کمدی-درام نروژی به کارگردانی بنت هامر است که در سال ۲۰۱۰ منتشر شد.
این فیلم بر پایهٔ مجموعه‌ای از داستان‌های کوتاه از نویسنده نروژی «لِـوی هنریکسن» تحت عنوان «تنها هدایای دلپذیر زیر درخت کریسمس» ساخته شده‌است. این قصه‌ها، که گاهی اوقات موضوع‌شان با یکدیگر تلاقی دارند، همگی در شهر کوچک خیالی «اسکوگلی» طی چند ساعت در شب کریسمس رخ می‌دهند.

## بازیگران
- تروند فوسا اورواگ
- فریتیوف سوهایم
- رایدار سورنسن
- توماس نورستروم
- سسیلی موسلی